# F-1 Hero MD
F1 Hero MD (F-1 ヒーローMD?) är ett Formel 1-spel ursprunbgligen utgivet 1992 till Sega Mega Drive, och senare porterat till NES och Game Boy. I Nordamerika och Europa heter spelet Ferrari Grand Prix Challenge. NES- och Game Boy-versionerna utspelar sig under 1990 års säsong, Sega Mega Drive-versionen under 1992 års säsong.

### Fotnoter
1. 1 2 3 4 5 6 7 8  ”Release information (Sega Genesis)”. Gamefaqs. Arkiverad från originalet den 1 september 2005. https://web.archive.org/web/20050901053227/http://www.gamefaqs.com/console/genesis/data/586180.html. Läst 5 juni 2014.
2. 1 2 3 4 5 6 7 8  ”Release information (Game Boy)”. GameFAQs. Arkiverad från originalet den 25 juli 2008. https://web.archive.org/web/20080725144734/http://www.gamefaqs.com/portable/gameboy/data/585705.html. Läst 5 juni 2014.
3. 1 2 3 4 5 6 7 8  ”Release information (Nintendo Entertainment System)”. GameFAQs. Arkiverad från originalet den 15 oktober 2008. https://web.archive.org/web/20081015153219/http://www.gamefaqs.com/console/nes/data/587275.html. Läst 5 juni 2014.